# Stefan Löwl

Stefan Löwl (2019)

Stefan Löwl (* 18. Januar 1974 in Bietigheim-Bissingen) ist ein deutscher Politiker der CSU. Er ist seit 1. Mai 2014 Landrat des Landkreises Dachau.

## Leben
Nach dem Abitur am Gymnasium Ellental 1993 machte Löwl eine Ausbildung zum Reserveoffizier. Ab 1995 studierte er an der Universität Augsburg Rechtswissenschaften und legte nach einem Auslandsstudienjahr an der Universität Lund (Schweden) 2001 bzw. 2003 die beiden juristischen Staatsexamina ab. Seit 2001 arbeitete er in einer Augsburger Rechtsanwaltskanzlei und war 2004 wenige Monate als Rechtsanwalt in München tätig. Ende 2004 wechselte er in den Staatsdienst und war zuletzt Hochschullehrer an der Fachhochschule für öffentliche Verwaltung und Rechtspflege in Hof. Davor war er von 2010 bis 2013 als Abteilungsleiter Umweltschutz ans Landratsamt Dachau abgeordnet.

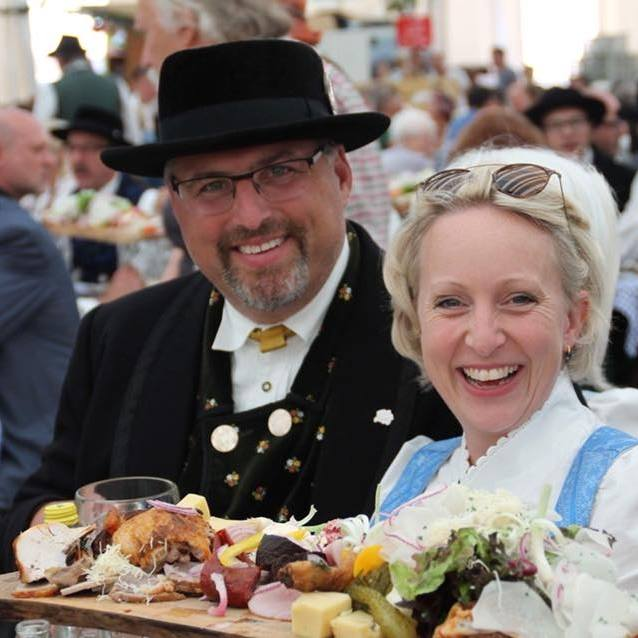
Stefan Löwl mit Ehefrau Bettina beim Dachauer Volksfest

Stefan Löwl ist verheiratet und hat drei Kinder.

## Ehrenamtliches Engagement und politische Laufbahn

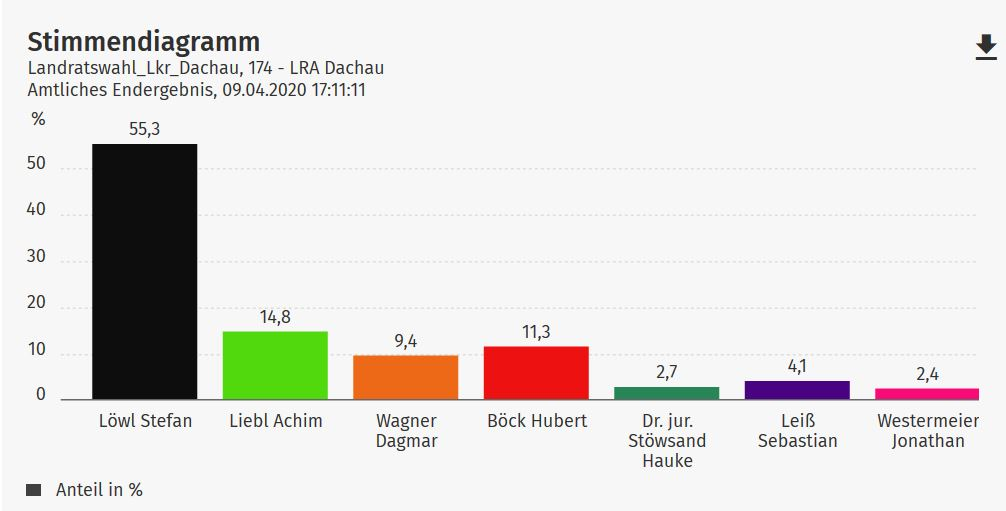

Stefan Löwl trat 1990 in die Junge Union und 1992 in die CDU ein. Seit 1995 ist er Mitglied der CSU und bekleidete seit dem Studium verschiedene Ehrenämter, beispielsweise von 2004 bis 2008 als Vorsitzender der Kreisgruppe Schwaben-Mitte im Reservistenverband. 2014 wurde er in einer Stichwahl gegen den Landtagsabgeordneten Martin Güll (SPD) knapp mit 50,13 Prozent der Stimmen zum neuen Landrat von Dachau gewählt. Im Jahr 2019 wurde Löwl durch die Bundesregierung in die Fachkommission zu den Rahmenbedingungen der Integrationsfähigkeit berufen. Am 15. März 2020 wurde er im ersten Wahlgang mit 55,3 % der Stimmen bei einer Wahlbeteiligung von 59 % im Amt bestätigt. Am 23. September 2022 wurde Löwl wegen seines „außergewöhnlichen persönlichen Engagements für die deutsch-polnischen Beziehungen“ vom polnischen Außenministerium mit der Ehrenmedaille Bene Merito ausgezeichnet.